# كأس الدوري الياباني 1999
كأس الدوري الياباني 1999 (باليابانية: 1999年のJリーグカップ) هو الموسم 7 من كأس الدوري الياباني. أشرف على تنظيمه دوري الدرجة الأولى الياباني، وكان عدد الأندية المشاركة فيه 26، وفاز فيه كاشيوا ريسول.